# Маццола, Сандро
Алесса́ндро «Са́ндро» Маццо́ла (итал. Alessandro "Sandro" Mazzola; род. 8 ноября 1942 года в Турине, Италия) — итальянский футболист, атакующий полузащитник, чемпион Европы 1968 года и вице-чемпион мира 1970 года в составе национальной сборной. Всю карьеру (1961—1977) уроженец Турина Маццола провёл в одном клубе — миланском «Интернационале». В настоящее время работает спортивным комментатором на RAI.

## Карьера
Сын известного футболиста Валентино Маццолы, старший брат Ферруччо Маццолы.
Дебютировал в составе «Интера» в возрасте 18 лет 10 июня 1961 года, в матче против туринского «Ювентуса», в котором его команда, проиграла 1:9 (из-за протеста клуб выставил на игру молодёжный состав). Всего за команду сыграл 565 матчей, забив 160 голов из них в серии А — 418 матчей, 116 голов.
В сборной Италии стал играть с 20 лет, провел 70 игр (1963—1974), забил 22 мяча. В 70 матчах с участием Маццолы сборная выиграла 39 раз при 21 ничьей и 10 поражениях.

## Достижения
- Чемпион Италии: 1962/63, 1964/65, 1965/66, 1970/71
- Обладатель Кубка европейских чемпионов: 1963/64, 1964/65
- Обладатель Межконтинентального кубка: 1964, 1965
- Чемпион Европы: 1968
- Лучший бомбардир Чемпионата Италии: 1964/65
- Участник Чемпионатов мира: 1966, 1970, 1974